# Club Ciudad de Buenos Aires
El Club Ciudad de Buenos Aires, #CCBA apodado «Muni», es un club privado con fines deportivos situado en el barrio de Núñez, el cual se encuentra en la Comuna 13 de la Ciudad Autónoma de Buenos Aires, Argentina. 
Antiguamente, cuando la Ciudad Autónoma de Buenos Aires todavía no tenía rango provincial sino que era un municipio especial, este club era propiedad de la municipalidad porteña y se llamaba Club Municipalidad de la Ciudad de Buenos Aires. Hoy en día, desecha la municipalidad y siendo Buenos Aires una ciudad autónoma con gobierno de rango provincial, igualmente el apodo quedó y muchos lo siguen usando.
En las canchas de hockey sobre césped se realizaron los playoffs en el mes de noviembre de 2013 - 2014 - 2015, que reúne a los mejores equipos de Hockey Metropolitano de damas y caballeros, siendo organizado por la  Asociación de Hockey de Buenos Aires. También se realizan los Play Out para ascensos y descensos en las diferentes categorías, como también algunos Sub Argentino de Mayores: Sub-21, Sub-18, Sub-16 y Sub-14 de damas y caballeros.
En  el año 2014 se consagraron  Campeones del Torneo Metropolitano de Hockey Damas por (5) Vez y Caballeros por (14) Vez.
Desde abril de 2017, cuenta con una segunda cancha, la cual pasó de ser de pasto sintético de arena  a pasto sintético de agua.
En el 2017 se inauguró su segunda cancha de rugby.

## Eventos Musicales
En el 2006, recibió a la banda de rock británico Deep Purple, y otras bandas tales como: Madness y New Order (Personal Fest 2006), Black Eyed Peas (Personal Fest 2006, Pepsi Music 2007), Héroes del Silencio (Pepsi Music 2007) y Motley Crue (Pepsi Music 2008).
En el 2008, los días 31 de octubre y 1 de noviembre se realiza el Personal Fest 2008:

En el 2009, los días 16 y 17 de octubre se realiza el Personal Fest 2009:

Este festival se organizó alrededor del concierto planificado para Depeche Mode en dicha locación. No estaba aún organizado el Festival al momento de la venta de entradas para Depeche Mode.

En septiembre de 2012, el club fue anfitrión del Beldent Random Music Fest, del que participaron bandas nacionales e internacionales como Tan Biónica, Babasónicos, Magic Numbers, entre otras.

En el 2017, los días 11 y 12 de noviembre se realizó el Personal Fest 2017, en el primer día reunió a más de 25 mil espectadores, artistas como:

•  11 de marzo de 2018 se presentó la diva pop Katy Perry, en el marco de su "Witness: The Tour".

•  

•  3 de noviembre de 2018 se presentó La Vela Puerca presentando su nuevo disco Destilar.

## Deportes que se practican en el club[2]
- Balonmano

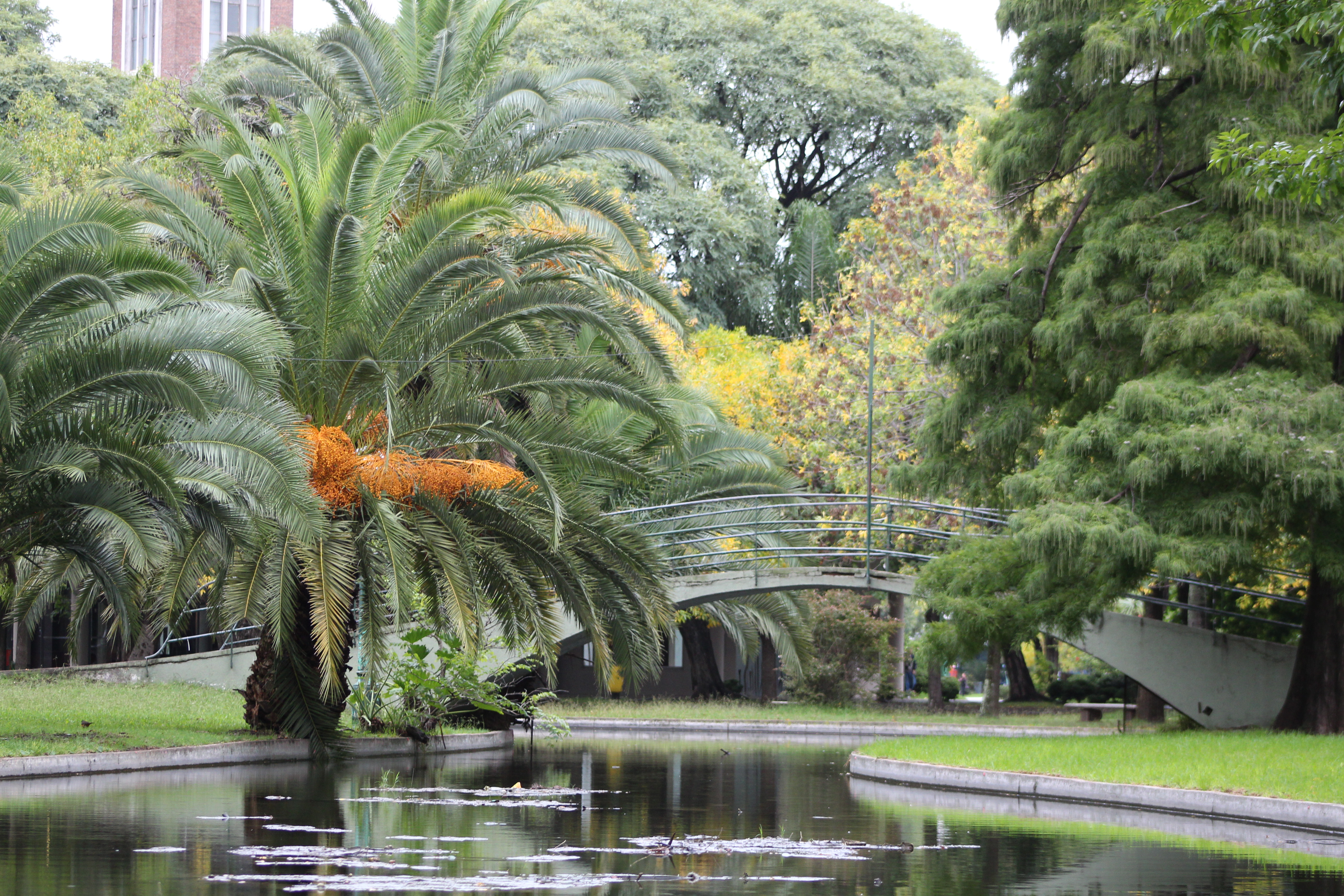

- Básquetbol, mejor jugador actual: Lucio Rodriguez Silva
- Cestoball
- Fútbol
- Gimnasia artística
- Gimnasia rítmica
- Golf
- Hockey sobre césped
- Hockey sobre patines
- Judo
- Karate
- Nado sincronizado
- Natación
- Pádel
- Patín artístico
- Pelota Paleta
- Rugby
- Softbol
- Squash
- Tenis
- Vóley
- Waterpolo
- Yoga

## Hockey sobre césped

### Torneo Hockey Metropolitano 2017
Participando en los Torneos Metropolitano AHBA Asociación de Hockey de Buenos Aires, Dos (2) Líneas de Caballeros y Cuatro (4) de Damas

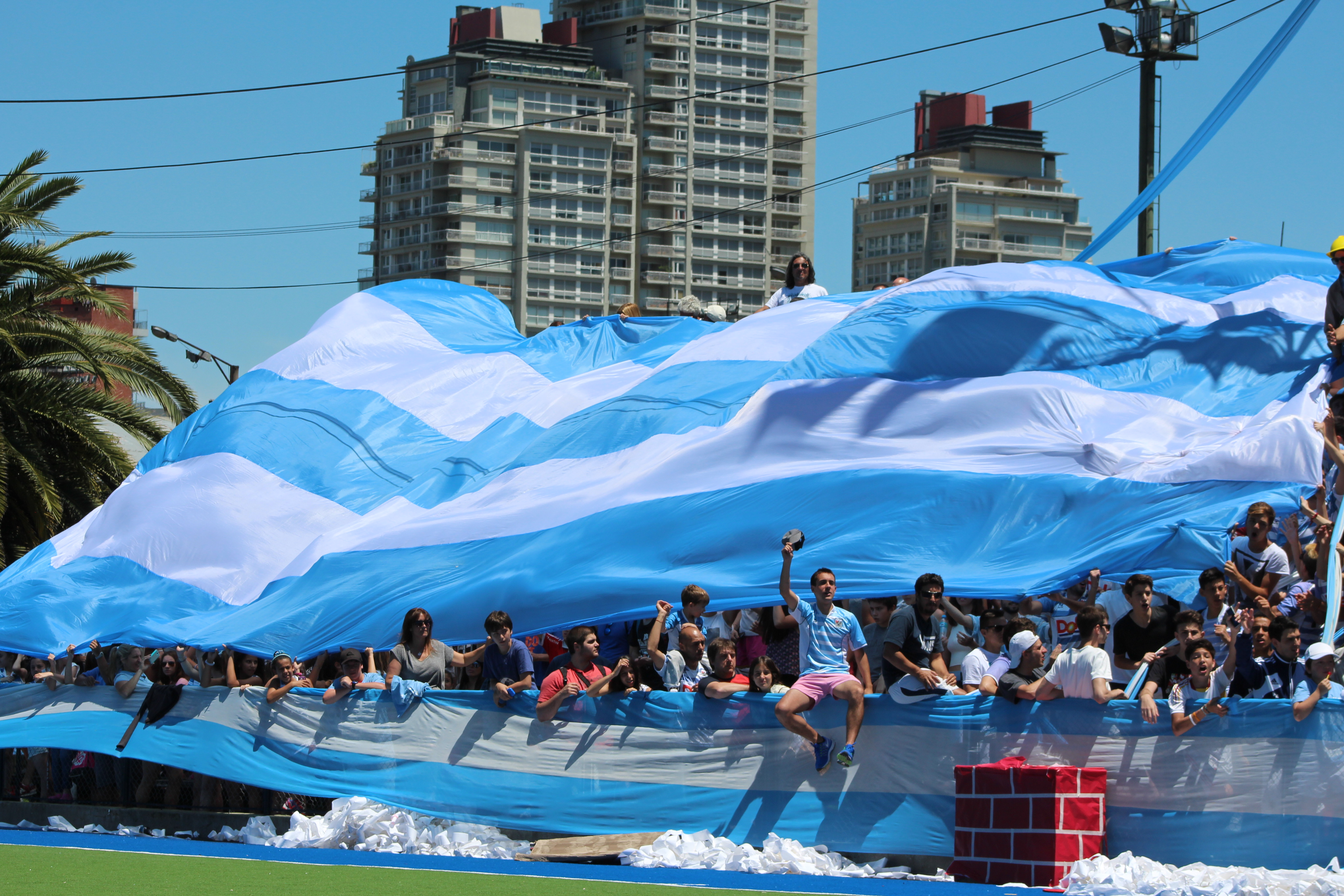
Play Offs 2014 en MUNI

| Línea      | Categoría | Entrenador | Equipo |
| ---------- | --------- | ---------- | ------ |
| Caballeros | A         |            |        |
| Caballeros | B         |            |        |
| Damas      | A         |            |        |
| Damas      | B         |            |        |
| Damas      | C         |            |        |
| Damas      | D         |            |        |

#### Torneo Hockey Metropolitano 2020
Caballeros A Carlos Geneyro - Participa en los playoffs's 2021
Caballeros B Sergio Gravelloni ( en Noviembre  Partido Con SanMartin ) para ascenso a la Categoría A

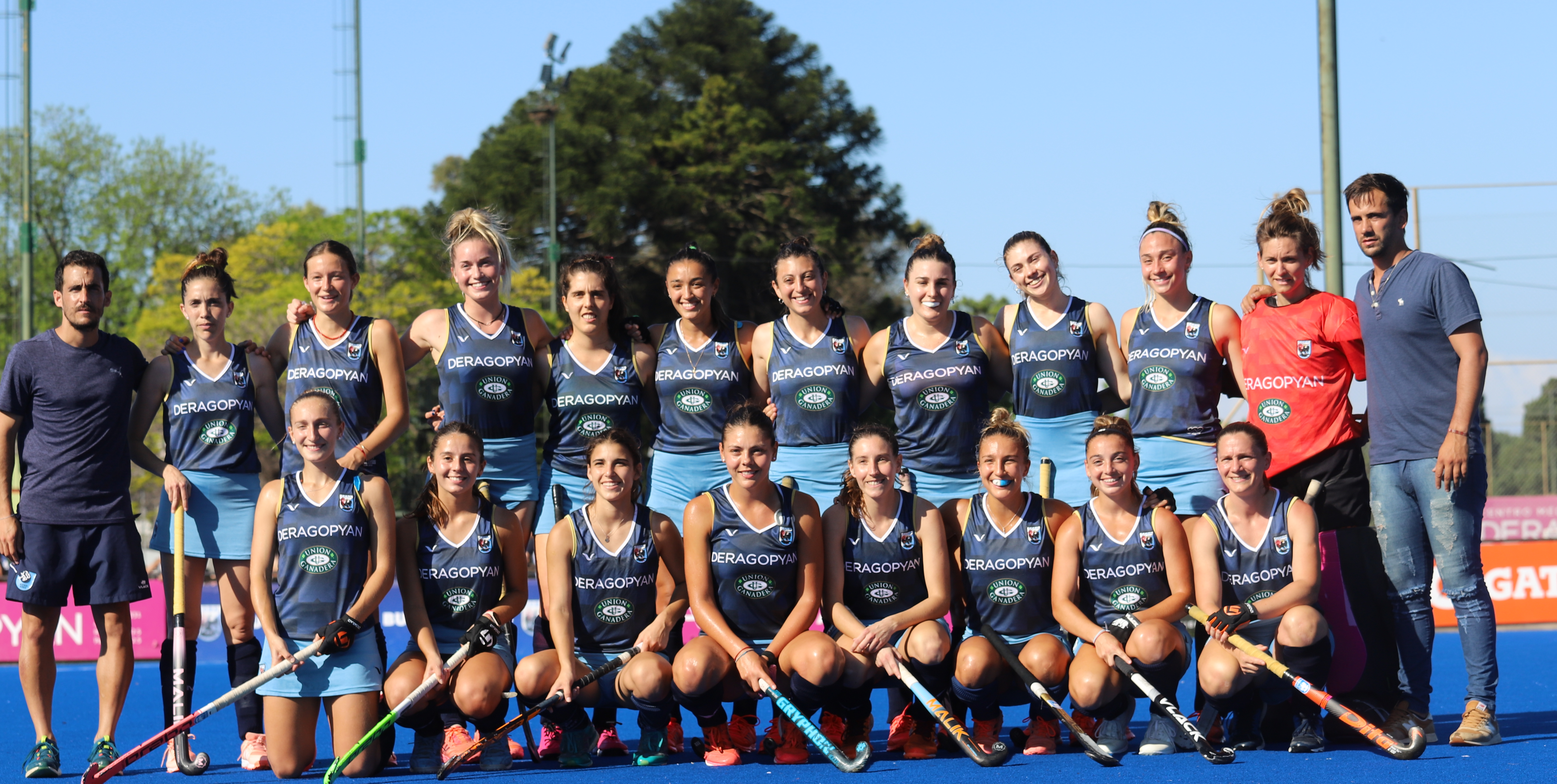
Club Ciudad De Buenos Aires MUNIA 2021

Damas A Juan Pacheco  - PF Agus Brega
Damas B Santi Capurro   PF Christian Ribeeiro
Damas C Sergio Gravelloni PF Luchi Dopico
Damas D  PF Fernando Zanfagnin  **Ascendió a la Categoría D 2022.      

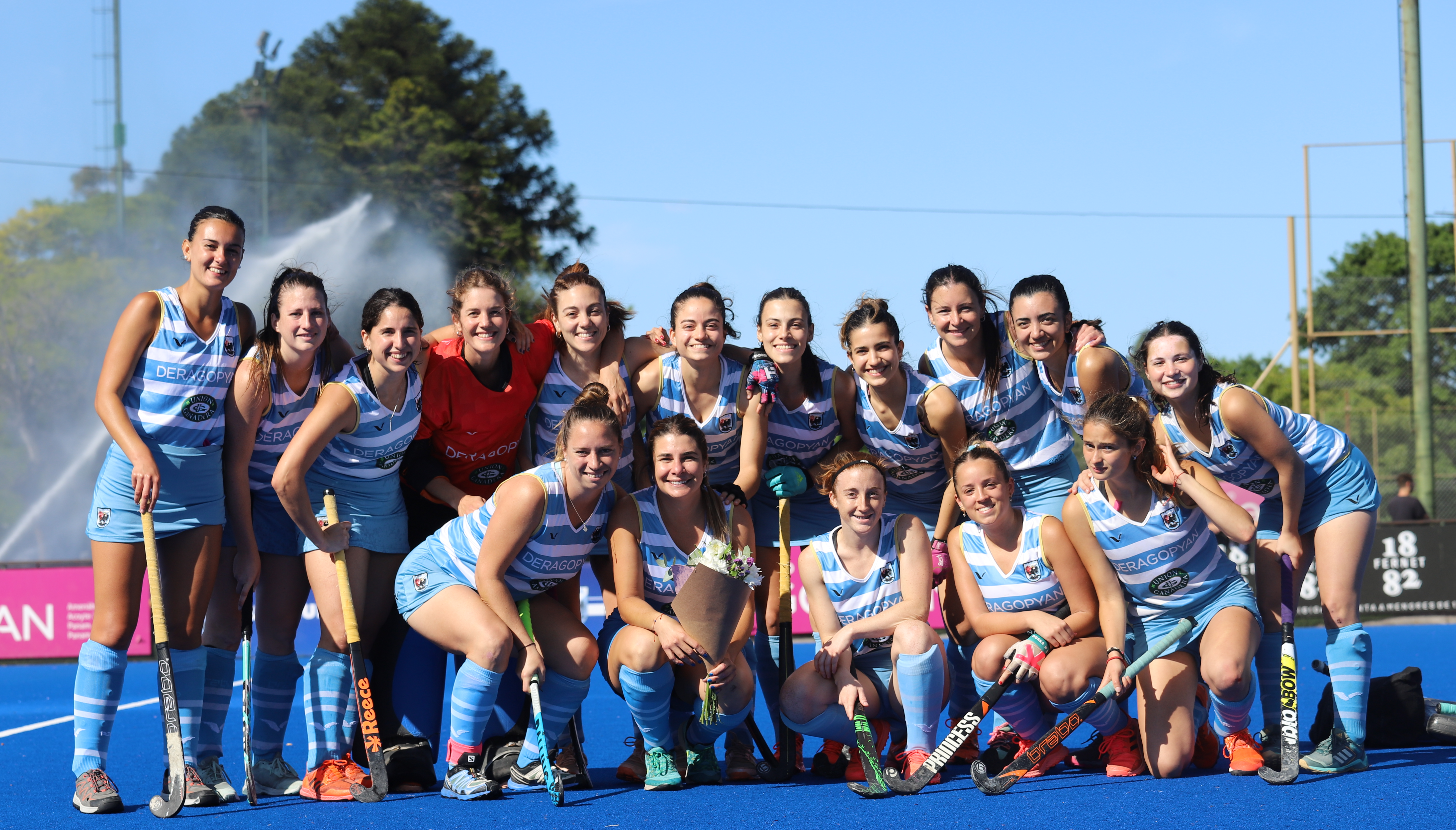
Despedida de Yanina Rojas NOV 2021 MUNIB

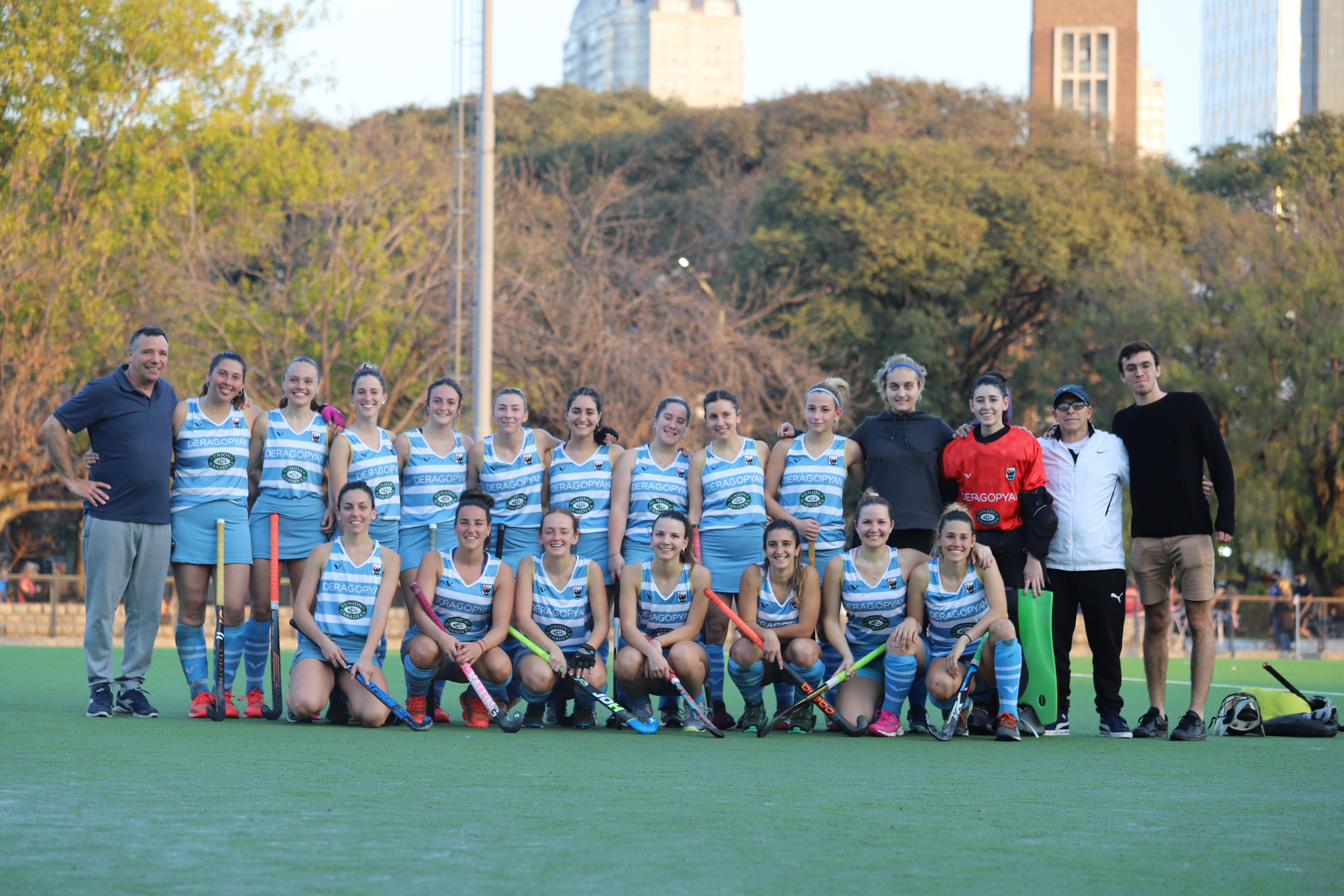
Club Ciudad De Buenos Aires MUNICe 2021

Otras Actividades de Hockey en el Club:
|       |                            | Equipo |
| ----- | -------------------------- | ------ |
| Damas | Escuelita de Hockey Ciudad |        |
| Damas | Proyección Hockey          |        |
| Damas | Mamis Hockey Ciudad        |        |

### Divisiones - Edades - Horarios de Juego
Las damas juegan los sábados y los domingos los caballeros.
| División  | Edad Años | Horario de Juego |
| --------- | --------- | ---------------- |
| 10 Décima | Hasta 8   | 09:00 AM         |
| 9 Novena  | 9 - 10    | 09:00 AM         |
| 8 Octava  | 11 - 12   | 09:00 AM         |
| 7 Séptima | 13 - 14   | 10:00 AM         |
| 6 Sexta   | 15 - 16   | 11:30 AM         |
| 5 Quinta  | 17 - 18   | 13:00 PM         |
| Inter     |           | 14:30 PM         |
| 1 Primera |           | 16:00 PM         |

### Jugadores

#### Damas
- - Damas Mayores
    - Carla Rebecchi
    -  victoria Miranda
    - Julieta Jankunas
    - Mariana González Oliva
    - Pilar Romang

  - Damas Convocadas a la LEONAS- LEONCITAS
    - Barbara Borgia
    - Juliana Guggini
    - Brisa Bruggesser ( Tandil)
    - Francisca Concetti

#### Caballeros
- - Caballeros Mayores
    - Facundo Callioni
    - Nicolás Della Torre
    -  Nicolás Keenan
    - Diego Ignacio Paz
    - Nicolas Cicileo

  - Caballeros convocados a los LEONES  LEONCITOS 
    - Agustín Ríos Araya
    - Federico Moreschi
    - Bautista Capurro
    - Facundo Sarto
    - Bruno Stellato

#### Jugadores Históricos del Club

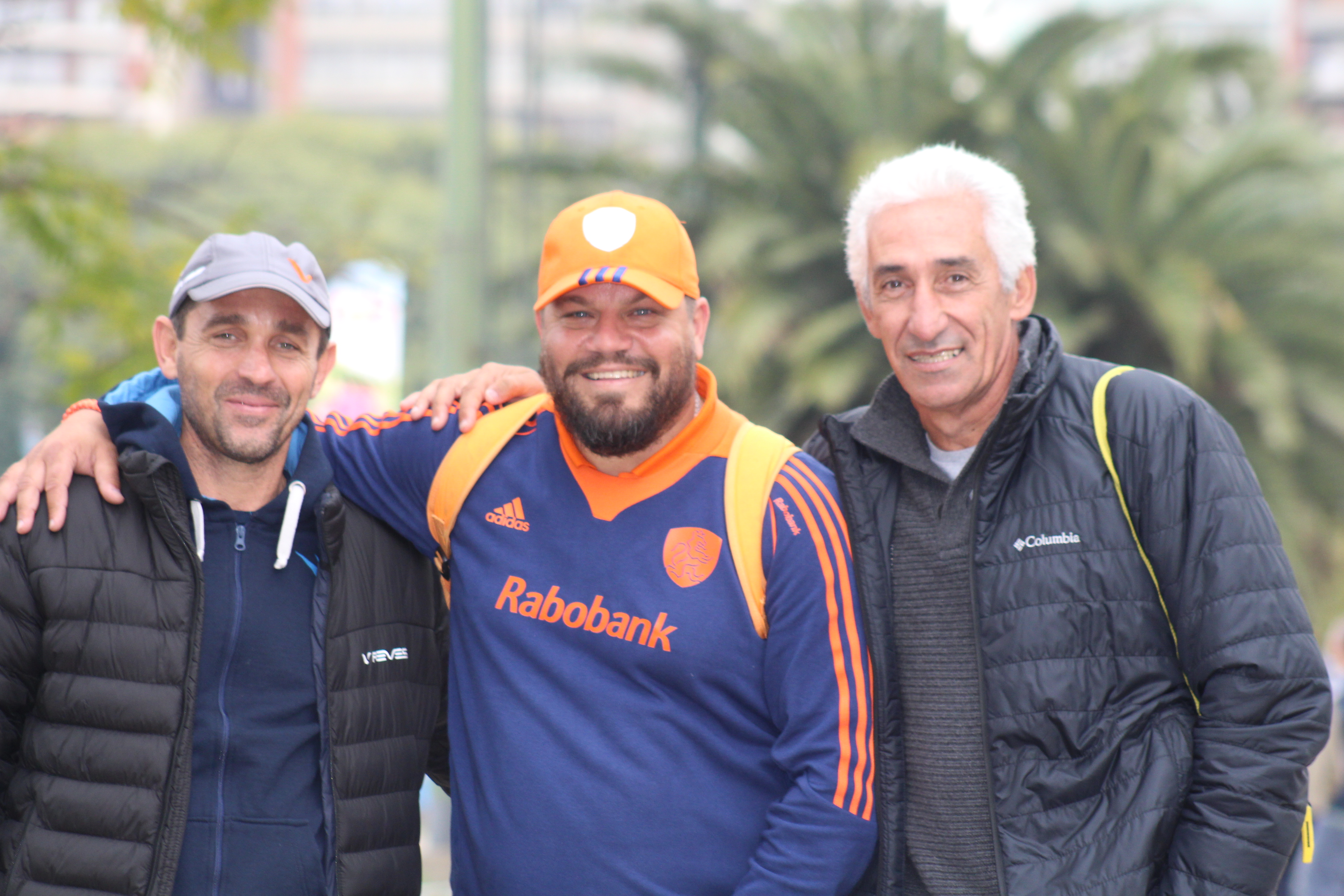
Hockey: Carlos Geneyro, Max Caldas, Marcelo Garrafo

- María Cecilia Rognoni
- María Paula Castelli
- Marcelo Garrafo
- Sergio Vigil
- Pablo Lombi
- Jorge Lombi
- Fernando Ferrara
- Maximiliano Caldas
- Fernando Oscaris
- Carlos Geneyro
- Mariano Chao
- Santiago Capurro
- Aldo Ayala
- Martin De Santis

### Canchas de Hockey

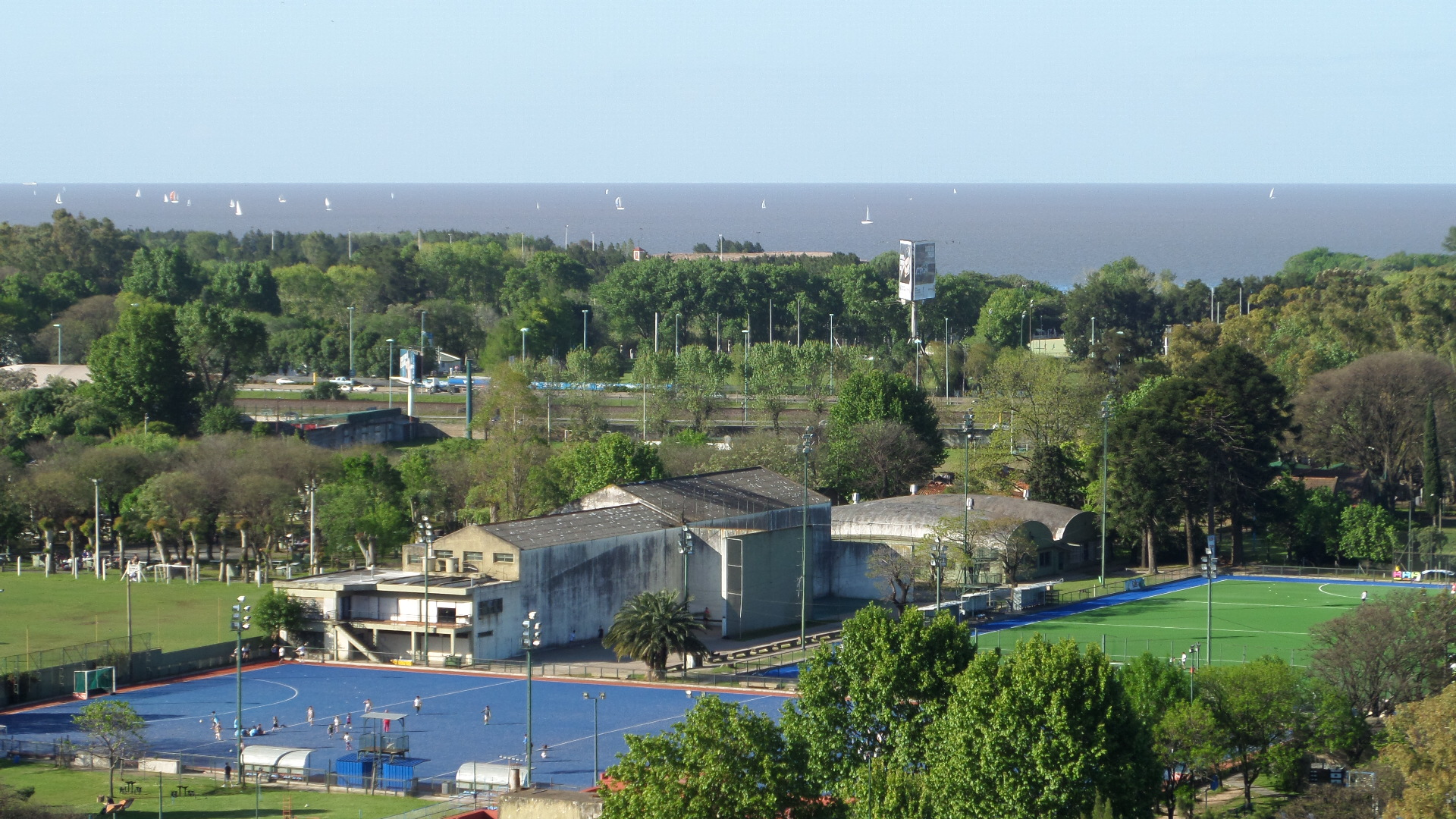
Canchas de Hockey

El club posee dos canchas de hockey, denominadas
- Cancha 01 Cecilia Rognoni
- Cancha 02 Marcelo Garrafo

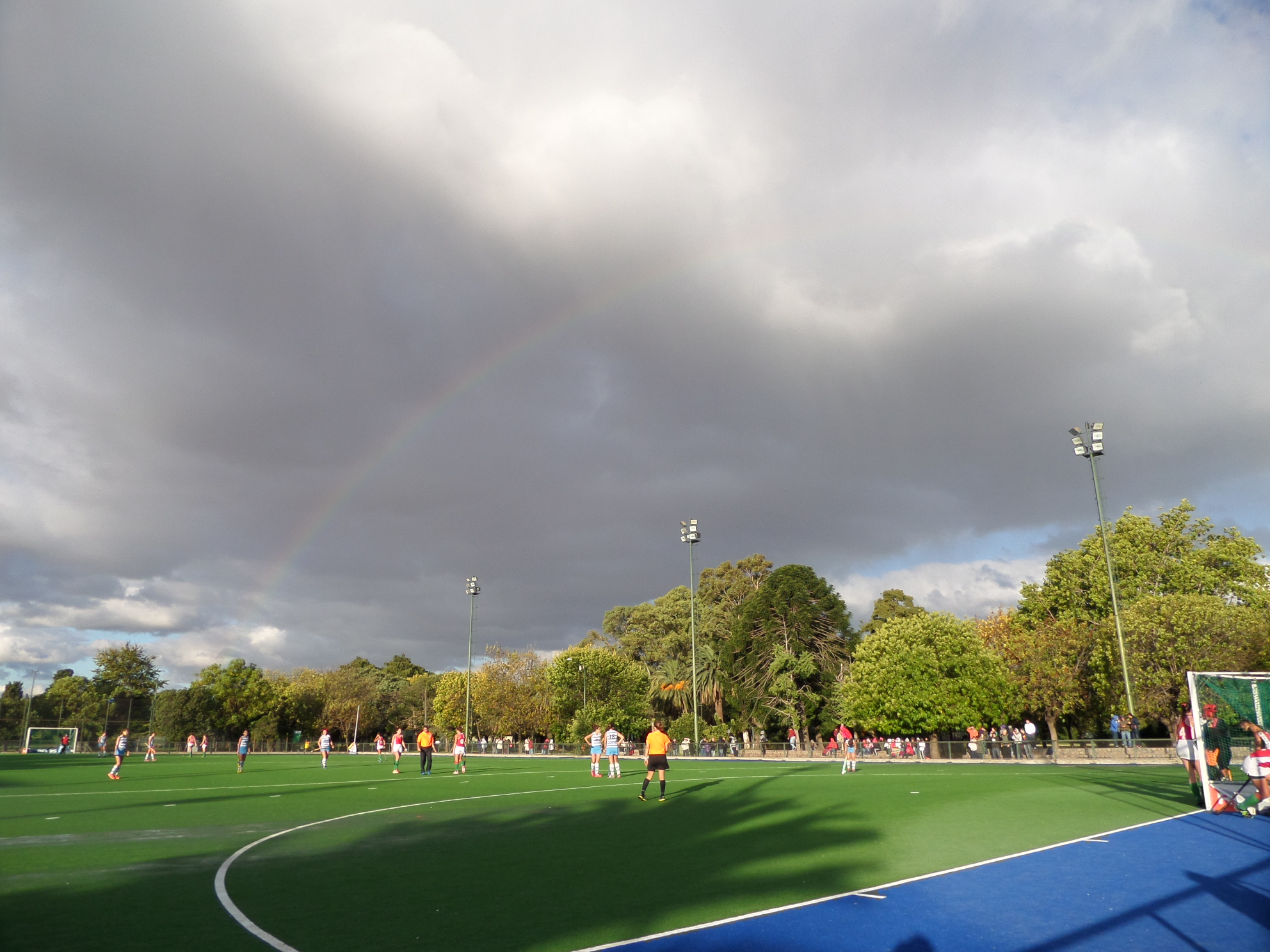
Sintético de Agua
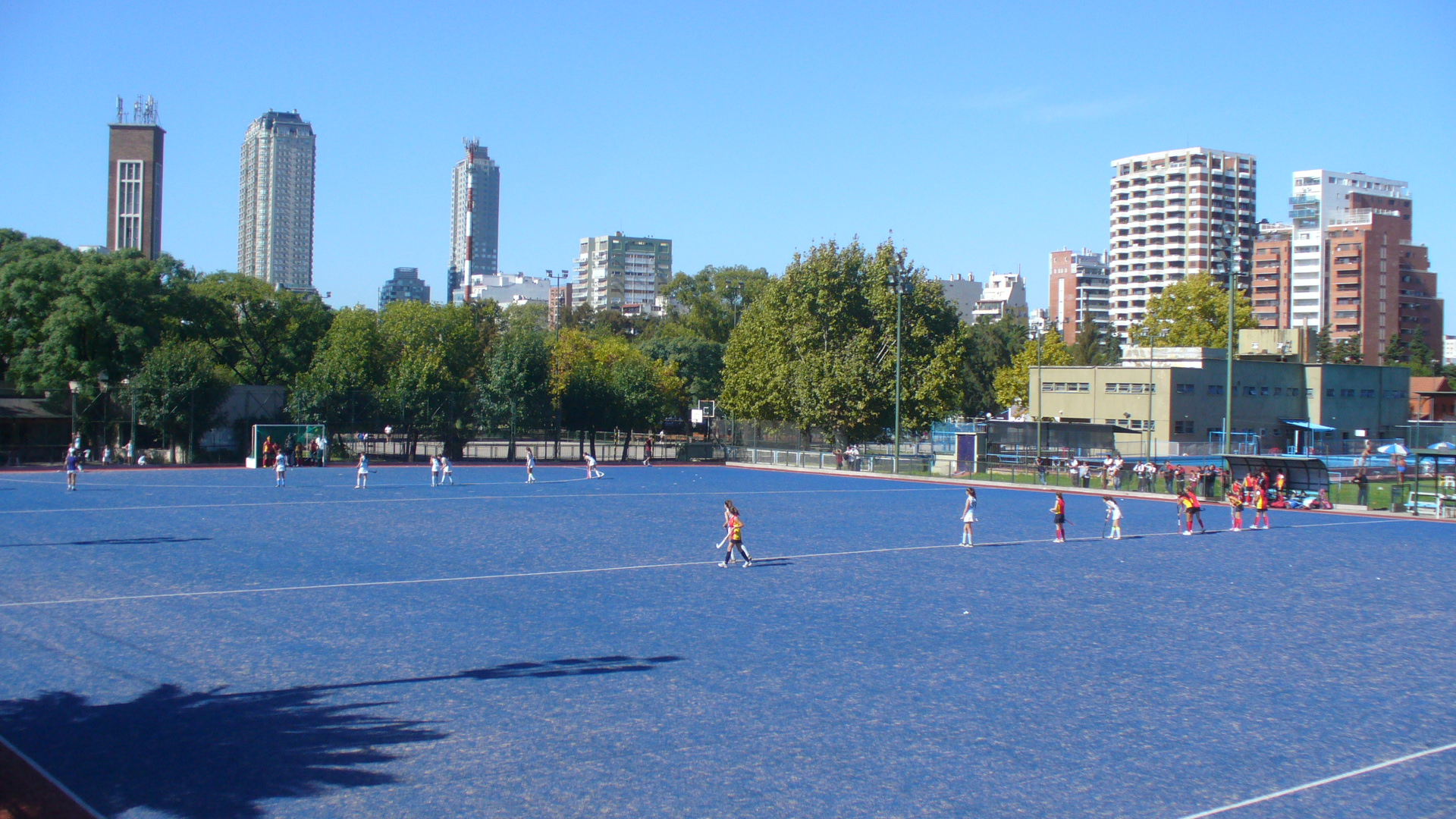
Sintético de Arena, desde mayo 2017 de Agua

## Vóley
El equipo de voleibol masculino de Club Ciudad logró en 2013 el ascenso a la actual Liga de Voleibol Argentina (ex-Liga A1) tras vencer en la final a Obras Pocito de San Juan por 3-1.
Ciudad se consagró ganador de ese certamen con una racha de 14 triunfos y una derrota.
Dirigidos por Facundo Rodríguez, contó entre sus referentes a:
- Alejandro Kolevich (4)
- Ezequiel Uriarte
- Federico Martina (25)
- Franco Retamozo(10)
- Ignacio Fernández
- Juan Pablo Hatrick (16)
- Luciano Massimino (Líbero)
- Marcos Aldazábal (4)
- Nicolás Matz (8)

Ya en la máxima categoría del vóley federal, el club llegaría a la final en cinco oportunidades, 2021 y 2022 perdiendo en ambas ocasiones ante el mismo rival UPCN Vóley. En 2023, 2024 y 2025 siendo Tricampeón contra tres rivales distintos.  
Torneos nacionales (9)
| Competiciones nacionales | Títulos                             | Subcampeonatos    |
| ------------------------ | ----------------------------------- | ----------------- |
| Primera División (3/2)   | 2022-23, 2023-24, 2024-25.          | 2020-21, 2021-22. |
| Copa ACLAV (4/2)         | 2017-18, 2022-23, 2023-24, 2024-25. | 2018-19, 2021-22. |
| Supercopa ACLAV (2/2)    | 2021-22, 2024-25.                   | 2015-16, 2022-23. |
|                          |                                     |                   |
| Segunda División (1/0)   | 2012-13.                            |                   |

Torneos internacionales
| Competiciones internacionales | Títulos | Subcampeonatos |
| ----------------------------- | ------- | -------------- |
| Sudamericano de Clubes (0/1)  |         | 2024.          |

En los últimos años el vóley del club ha formado jugadores que participaron en distintas ligas mundiales y selecciones metropolitanas y nacionales, como por ejemplo Ian Martínez, Nacho Fernández, Luciano "Lulo " Palonsky y otros. En cuanto al vóley de damas, el club milita en la División de Honor, la categoría más alta de la Federación Metropolitana de Voleibol, habiendo logrado ganar la Copa Chulo Olmo en dos ocasiones, 2017 y 2018.